# Закон Долобко
Закон Долобко (также «закон Васильева — Долобко», иногда «закон Дыбо») — акцентуационный закон в праславянском языке, открытый в 1927 году М. Г. Долобко. Суть закона заключается в том, что добавленная энклитика перетягивает на себя ударение из первоначального слога слова, принадлежащего к подвижной парадигме:
- рус. ночь → ноче́сь;
- рус. о́сень → осене́сь.

## История
Гипотезу, что слова, к которым присоединены энклитики или местоимения, теряют ударение, предложил в 1905 году Л. Л. Васильев для старомосковского диалекта, например: vȍzъ → vozъ žè, nȃ vozъ → na vozъ žè; nȅ na vozъ → ne na vozъ žè, ȋ ne na vozъ → i ne na vozъ žè, vȍzъ → vozъ lì, nȃ vozъ → na vozъ lì и т. д. Позже в 1927 году М. Г. Долобко показал давность данного передвижения ударения.
Существует давний этап данного закона (англ. Proto-Vasil’ev-Dolobko’s law). Он заключался в том, что ударение, которое возникло благодаря закону Педерсена, передвинулось на конечный слог в словах из четырех или более слогов:
- род. мн. *dʰugh2tróHom → *dùkteroHom → *dukteroHòm →… лит. dukterų̃ «дочек»;
- 2 л. мн. *do‑u̯édʰete → *dò‑u̯edete → *do‑u̯edeté →… укр. доведете́.

Похожее изменение имело место в середнеболгарском языке, но чуть позже, чем сам закон Долобко, поэтому Ф. Кортланд считает, что они независимы друг от друга (похожая ситуация с законом Грассмана в индийском и греческом). В литовском закон Долобко фактически отсутствует, мы встречаем лишь его отдельные рефлексы в виде оттягивания ударения на префикс.
Ф. Кортланд относит действие закона Долобко к периоду между завершением балто-славянского единства и потерей интервокального *j, почти в то же время, когда действовал закон Педерсена.